# Dirk Basting
Dirk Basting (Bad Marienberg, 1945) é um químico, físico e empresário alemão.

## Vida
Basting estudou química na Universidade de Marburgo, trabalhou de 1971 a 1975 no Instituto Max Planck de Química Biofísica de Göttingen na seção de física do Laser de Fritz Peter Schäfer. Obteve um doutorado em 1975 com a tese Stickstofflaser-gepumpte Farbstofflaser mit grossem Abstimmbereich.
De 2000 a 2002 foi presidente da Deutsche Physikalische Gesellschaft.

## Publicações selecionadas
- G. Marowsky, Dirk Basting (Ed.): Excimer laser technology, Berlin ; Heidelberg ; New York : Springer, Berlin, Heidelberg New York 2005, ISBN 978-3-540-20056-7.